# Dirk Bingener
Dirk Bingener (* 27. Juni 1972 in Siegen) ist ein deutscher römisch-katholischer Priester. Er ist Präsident von missio Aachen sowie Präsident des Kindermissionswerks „Die Sternsinger“.

## Leben
Dirk Bingener wuchs in Wilnsdorf-Niederdielfen bei Siegen auf. Nach seinem Abitur 1992 am Gymnasium Am Löhrtor in Siegen leistete er seinen Grundwehrdienst. Von 1993 bis 1999 studierte er Katholische Theologie an der Rheinischen Friedrich-Wilhelms-Universität Bonn und der Ludwig-Maximilians-Universität München. 1999 trat er in das Erzbischöfliche Priesterseminar in Köln ein und empfing die Diakonweihe in Siegburg. 2000 folgte die Priesterweihe in Köln. Er war in der Seelsorge in Köln und Düsseldorf tätig. 2007 wurde er Pfarrvikar an der Pfarrei St. Theodor und St. Elisabeth in Köln.
Von 2007 bis 2015 war er Diözesanpräses des Bundes der Deutschen Katholischen Jugend (BDKJ) im Erzbistum Köln und wurde 2015 zum Bundespräses des Bundes der Deutschen Katholischen Jugend (BDKJ) gewählt, dem größten Dachverband katholischer Kinder- und Jugendverbände in Deutschland mit circa 660.000 Mitgliedern. Schwerpunkte seiner Arbeit waren insbesondere die Jugendpastoral sowie die Themen Nachhaltigkeit, Entwicklungspolitik und die (inter)nationalen Freiwilligendienste. Bingener ist seit 2002 Mitglied der Katholischen Jungen Gemeinde (KjG). 
Bingener engagierte sich als Vorsitzender der Freiwilligen Sozialen Dienste (FSD) im Erzbistum Köln. 2017/18 war er Vorsitzender der katholischen Bundesarbeitsgemeinschaft Freiwilligendienste. Seit 2017 ist er Mitglied der Konferenz Weltkirche der Deutschen Bischofskonferenz.
Im Juli 2019 wurde er auf Vorschlag der Deutschen Bischofskonferenz von der Kongregation für die Evangelisierung der Völker in Rom zum Präsidenten des Kindermissionswerkes ‚Die Sternsinger‘ und des Internationalen Katholischen Missionswerkes missio Aachen berufen. Seine offizielle Einführung als Nachfolger von Klaus Krämer fand am 10. Oktober 2019 in Aachen statt. Im Juli 2024 wurde Bingener für eine zweite Amtszeit in beiden Hilfswerken berufen.